# 화서동
화서동(華西洞)은 대한민국 경기도 수원시 팔달구의 법정동이다. 화서1동, 화서2동 두개의 행정동이 관할하고 있다.

## 개요
1936년 이전의 화서동은 수원군 일형면 동리였으며 동말(東里)·고양말(高陽里)·꽃뫼(花山)로 불렸다. 1936년 동리가 수원읍에 편입되어 화서정(町)이 되었다. 1949년 수원읍이 수원부(수원시)로 승격되면서 화서동을 통합 행정동인 ‘고화동’으로 하였다가 1979년 1월 행정구역 개편으로 분동되어 화서동으로 개편하였고 1985년 12월에 1, 2동으로 분동되어 오늘에 이르고 있다. 화서동.

## 아파트
| 단지명             | 건설사                | 시행사                       | 주소                     | 입주       | 비고                  |
| ------------------ | --------------------- | ---------------------------- | ------------------------ | ---------- | --------------------- |
| 꽃뫼양지마을 대우  | 대우건설              | 대우건설                     | 팔달구 수성로101번길 20  | 2001년 6월 |                       |
| 꽃뫼양지마을 현대  | 고려산업개발㈜        | 고려산업개발㈜               | 팔달구 화산로17번길 6    | 2002년 7월 |                       |
| 꽃뫼버들마을 LG    | 엘지건설㈜            | ㈜한독건설                   | 팔달구 정자천로32번길 20 | 2001년 5월 |                       |
| 래미안 클래식      | 삼성물산㈜ 건설부문   |                              |                          | 2005년 8월 |                       |
| 화서 위브하늘채    | 두산건설 코오롱글로벌 | 우람아파트 재건축정비조합    | 팔달구 수성로244번길 25  | 2009년 5월 | 화서우람 재건축       |
| 화서 블루밍 푸른숲 | 벽산건설              | 화서주공2단지 재건축정비조합 | 팔달구 화양로50번길 30   | 2009년 6월 | 화서주공 2단지 재건축 |

## 교육

### 수원시팔달구사립대학교[2]
- 아주대학교

## 교통
- 화서역